# Арапахо (округ)
Ара́пахо (англ. Arapahoe County) — округ в штате Колорадо, США. Официально образован в 1861 году. По состоянию на 2010 год, численность населения составляла 572 003 человека.

## География
По данным Бюро переписи США, общая площадь округа равняется 2 084,952 км2, из которых 2 066,822 км2 суша и 18,907 км2 или 0,900 % это водоёмы.

## Население
По данным переписи населения 2000 года в округе проживает 487 967 жителей в составе 190 909 домашних хозяйств и 125 809 семей. Плотность населения составляет 235,00 человек на км2. На территории округа насчитывается 196 835 жилых строений, при плотности застройки около 95,00-ти строений на км2. Расовый состав населения: белые — 79,93 %, афроамериканцы — 7,67 %, коренные американцы (индейцы) — 0,66 %, азиаты — 3,95 %, гавайцы — 0,12 %, представители других рас — 4,51 %, представители двух или более рас — 3,16 %. Испаноязычные составляли 11,81 % населения независимо от расы.
В составе 34,90 % из общего числа домашних хозяйств проживают дети в возрасте до 18 лет, 51,20 % домашних хозяйств представляют собой супружеские пары проживающие вместе, 10,60 % домашних хозяйств представляют собой одиноких женщин без супруга, 34,10 % домашних хозяйств не имеют отношения к семьям, 27,00 % домашних хозяйств состоят из одного человека, 5,90 % домашних хозяйств состоят из престарелых (65 лет и старше), проживающих в одиночестве. Средний размер домашнего хозяйства составляет 2,53 человека, и средний размер семьи 3,11 человека.
Возрастной состав округа: 26,70 % моложе 18 лет, 8,60 % от 18 до 24, 33,10 % от 25 до 44, 23,00 % от 45 до 64 и 23,00 % от 65 и старше. Средний возраст жителя округа 34 лет. На каждые 100 женщин приходится 97,10 мужчин. На каждые 100 женщин старше 18 лет приходится 94,20 мужчин.
Средний доход на домохозяйство в округе составлял 53 570 USD, на семью — 63 875 USD. Среднестатистический заработок мужчины был 41 601 USD против 31 612 USD для женщины. Доход на душу населения составлял 28 147 USD. Около 4,20 % семей и 5,80 % общего населения находились ниже черты бедности, в том числе — 7,00 % молодёжи (тех, кому ещё не исполнилось 18 лет) и 5,10 % тех, кому было уже больше 65 лет.